# Derrick Coleman
Derrick Coleman (Mobile, 21 de junho de 1967) é um ex-jogador norte-americano de basquete profissional que atuou na  National Basketball Association (NBA). Foi o número 1 do Draft de 1990.